# Десять (фільм)
«Де́сять» (фарсі ده) — іранський драматичний фільм 2002 року режисера Аббаса Кіаростамі. Зйомки фільму проходили в Тегерані.

## Сюжет
Фільм повністю знятий в салоні легкового автомобіля. Головною героїнею є жінка-водій, яка спілкується зі своїм сином Аміном. Під час їзди містом вона підбирала випадкових людей, з якими також вела бесіди. Соціально-побутова драма про людські взаємовідносини показує нам плин життя в сучасному Ірані. Головні теми фільму: яке місце займає особиста свобода в житті іранської жінки, взаємовідносини жінки з чоловіком та матері й сина. Окрім головної героїні, а також повії, усі ролі грали непрофесійні актори, а бабуся з восьмого епізоду випадково потрапила у фільм і навіть не знала, що в машині ведеться відеозйомка.

## Про фільм
Фільм здобув Золоту пальмову гілку на Каннському кінофестивалі (2002) Входить до чиста 100 найкращих фільмів 21 століття за версією BBC.
Фільм був знятий з допомогою двох цифрових камер. Загальний метраж знятого матеріалу складав 23 години. Зйомки тривали 3 місяці. Виконавиця головної ролі Маніа Акбарі та виконавець ролі її сина Аміна актор Амін Махер реально є матір'ю та сином.

## У ролях
- Маніа Акбарі — водій (мати);
- Амін Махер — Амін (син);
- Камран Адль
- Роя Акбарі
- Амене Мораді
- Мандана Шарбаф
- Катайон Талейзадох.